# مقاطعة سوليفان (نيو هامبشاير)
مقاطعة سوليفان (نيو هامبشاير) هي مقاطعة في نيوهامشير، بلغ عدد سكانها 43٬742  نسمة، في 2010، عاصمتها نيوبورت، تبلغ مساحتها 1٬429 كيلومتر مربع.

## الموقع
تشترك في الحدود مع:
- مقاطعة ويندهام (فيرمونت)
- مقاطعة وندسور (فيرمونت).

## التقسيمات الإدارية
- أكوورث
- تشارلستاون
- كليرمونت
- كورنيش
- كرويدون
- غوشين
- غرانتهام
- لانغدون
- ليمبستر
- نيوبورت
- Plainfield, New Hampshire [الإنجليزية]‏
- Springfield, New Hampshire [الإنجليزية]‏
- Sunapee, New Hampshire [الإنجليزية]‏
- Unity, New Hampshire [الإنجليزية]‏
- Washington, New Hampshire [الإنجليزية]‏.